# Anton Kassenaar
Anton Albertus Herman Kassenaar (Utrecht, 20 juli 1922 - Arnhem, 15 maart 2013) was een Nederlands medisch chemicus en rector van de Rijksuniversiteit Leiden tussen 1979 en 1985.
Kassenaar studeerde van 1940 tot 1942 en van 1945 tot 1948 scheikunde aan de Rijksuniversiteit Utrecht en promoveerde in 1952 in Leiden op een medisch-chemisch onderwerp: de werking van testosteron. Daarna werd hij hoofd van het laboratorium van het Academisch Ziekenhuis Leiden en publiceerde hij onder meer met Andries Querido en Gijs Rademaker over biochemische ontwikkelingen op het gebied der geneeskunde.
In 1956 was Kassenaar Rockefeller Fellow aan de Columbia Medical School in New York. In mei 1958 werd Kassenaar lector klinische scheikunde. In juni 1963 werd hij bevorderd tot hoogleraar in de scheikunde van de stofwisselingsziekten. Tussen 1965 tot 1968 was hij als buitengewoon hoogleraar in de biochemie tevens aan de Erasmusuniversiteit te Rotterdam
verbonden. Begin jaren zeventig kwam Kassenaar in bestuurlijke functies terecht. In 1972 werd hij decaan van de medische faculteit van de RU Leiden, in 1979 rector magnificus van de universiteit. Kassenaar bleef rector tot 1985.
Kassenaar was vooruitstrevend. In de jaren zeventig probeerde hij een Leids medisch centrum van de grond te krijgen als fusie van het Academisch Ziekenhuis en de Leidse medische faculteit, 20 jaar voordat het LUMC tot stand kwam. Hetzelfde gold voor het Bio Science Park Leiden, waar hij door zijn belangstelling voor chemie én geneeskunde interesse voor had.
In 1977 kreeg Kassenaar een doctoraat honoris causa van de Keiorin Universiteit te Tokio. In 1978 werd hij eredoctor van de Universiteit van Suriname in Paramaribo.

## Publicaties (selectie)
- Anton Albertus Herman Kassenaar: De eiwitanabole werking van testosteron en methylandrosteendiol. Leiden, De Jong, 1952. (Proefschrift RU Leiden)
- Biochemische vorderingen op het gebied der geneeskunde, onder red. van A.A.H. Kassenaar, A. Querido, G.G.J. Rademaker. Leiden, Universitaire Pers, 1956.
- A.A.H. Kassenaar: De bijdrage van de klinische chemie tot het begrip van de ziektetoestand. (Inaugurele rede Leiden, 1958)
- A.A.H. Kassenaar: Beschouwingen over de studie van de stofwisselingsprocessen. Universitaire Pers Leiden, 1963. (Inaugurele rede Leiden)
- A.A.H. Kassenaar: Van waterkijken tot klinische chemie. [Den Haag], Universitaire Pers Leiden, 1980 (Rede bij het 81e lustrum van de RU Leiden).
- A.A.H. Kassenaar: Over doen en laten. Leiden, 1985. Rede bij de opening van het academisch jaar 1985-1986.